# Johannes Lavater

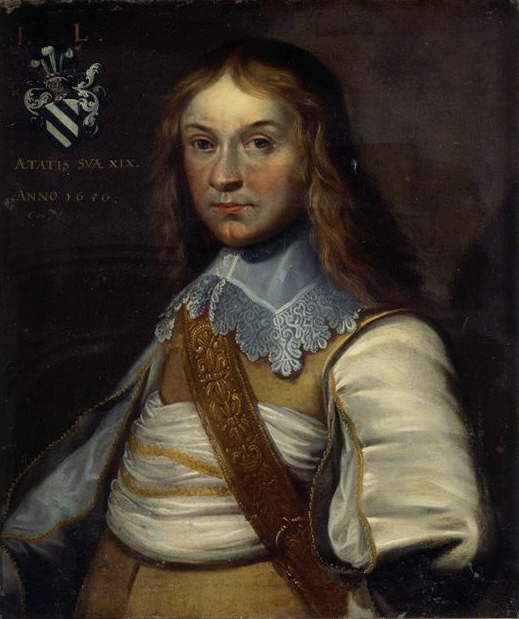
Johannes Lavater, ungefähr 1650

Johannes Lavater (* 18. Januar 1624 in Zürich; † 21. Juni 1695 ebenda) war ein Schweizer evangelischer Geistlicher und Hochschullehrer.

## Leben
Johannes Lavater war ein Urenkel von Ludwig Lavater, Antistes in Zürich und der Sohn des Färbers und Politikers Jakob Lavater (* 24. Januar 1588 in Zürich; † 1659) und dessen Ehefrau Lucia (geb. Schönauer). Er hatte noch einen Bruder und weitere vier Schwestern.
Er absolvierte ein Theologiestudium am Collegium Carolinum und setzte dieses später an der Universität Groningen fort.
Nach Beendigung des Studiums wurde er 1649 zum Pfarrer in Uitikon gewählt; wegen seiner Kritik am 1. Villmergerkrieg wurde er 1656 kurzzeitig in Haft genommen.
1657 erfolgte am Collegium Carolinum seine Ernennung zum Rhetorik- und 1667 zum Philosophieprofessor; er erhielt die damit verbundene Chorherrenpfründe am Grossmünsterstift. 1672 wurde er zum Stiftsbauherrn und 1677 zum Schulherrn ernannt.
Johannes Lavater war seit 1650 verheiratet mit Elisabetha (* 1630 in Zürich; † 21. Juni 1699 ebenda), Tochter des Heinrich Oeri (1597–1646), Landschreiber in Pfäffikon; gemeinsam hatten sie vier Kinder:
- Elisabetha Lavater (* 4. November 1655 in Zürich; † 4. März 1721 ebenda), verheiratet mit dem Theologen Johann Jakob Hottinger (mit dessen Vater Johann Heinrich Hottinger war Lavater eng befreundet)[4];
- Hans Jakob Lavater (* 1. November 1657 in Zürich; † 27. Mai 1725), befand sich 1677 im Austausch mit Samuel Werenfels für sechs Monate bei dessen Vater Peter Werenfels (1627–1703), Antistes in Basel, zur geistlichen und theologischen Ausbildung[5]; verheiratet mit Anna (* 29. Jul 1666 in Zürich; † 23. April 1739 ebenda), Tochter des Obervogts in Meilen Johannes Schaufelberger (1646–1703)[6];
- Heinrich Lavater (* 1. Mai 1659 in Zürich; † 1689 in Batavia);
- Regula Lavater (* 10. Februar 1663 in Zürich; † 21. Juli 1726 ebenda), verheiratet mit Leonhard Fries (* 6. Oktober 1660 in Zürich; † Dezember 1719).

### Theologisches und schriftstellerisches Wirken
Ab 1669 war Johann Lavater einer der Wortführer der sogenannten Neuerer in den theologischen Streitigkeiten mit Hans Jakob Gessner und Johannes Müller.
Johannes Müller sammelte unter anderem den Professor Johann Rudolf Hofmeister (1615–1684) und die meisten Stadtgeistlichen, unter anderem Antistes Johann Caspar Waser (1612–1677), Archidiakon Bülod, den Pfarrer der Predigerkirche Hans Konrad Burkhard (1613–1681), den Pfarrer und den Diakon am St. Peter, Peter Füßli und Hans Jakob Geßner um sich und ging gegen Johann Heinrich Heidegger, weil dieser Johannes Coccejus verehrte, sowie gegen Johannes Lavater und Johann Heinrich Schweizer vor, weil diese Anhänger der Cartesianischen Philosophie waren.
Als es um die Frage ging, die französische Neuerungen von Saumur, das sich im 16. Jahrhundert zum geistigen Mittelpunkt der Hugenotten entwickelte, abzulehnen, für die Heidegger, Lavater und Schweizer eintraten, wollte Müller auch die Coccejanischen und Cartesianischen Ideen abwehren, so dass er im Konvent eine Generalformel einbrachte, die nicht nur die französischen, sondern auch holländische Neuerung ablehnte.
Weil es einen auf der Tagsatzung in Aarau 1674 hierzu bereits gefassten Beschluss gab, der jedoch nur die französischen Hypothesen nannte und Heidegger die Unterstützung der Basler und François Turrettini hatte, wurde Müllers Begehren abgelehnt. Gegen eine, hinter dem Rücken von Heidegger, Schweizer, Lavater, Stiftsverwalter Rudolf Wirth (1618–1689) und Pfarrer Ulrich am Fraumünster, eingebrachte Generalformel beim Amtsbürgermeister, protestierten sie umgehend.
Die von Heidegger entworfene Formula Consensus wurde am 13. März 1675 im Rat ratifiziert, führte in der Folge jedoch zu weiteren Streitigkeiten, weil Müller eine eigene Auslegung vornahm und verschiedene Drucksachen von Heidegger und Lavater konfiszieren liess oder einen monatelangen Aufschub durch die Zensur veranlasste.
Lavater publizierte zahlreiche Schriften zu naturwissenschaftlichen, philosophischen und theologischen Fragen und beschäftigte sich in seinen Disquisitiones Physicae als einer der Ersten wissenschaftlich mit dem Taubstummenproblem.

### Taubstummenproblem
Johannes Lavater, der während seines Studiums in Groningen auch Vorlesungen beim Mediziner Anton Deusing (1612–1666) gehört hatte, beschäftigte sich 1665 mit dem Taubstummenproblem in Zürich. Unter seiner Leitung wurden am Collegium Carolinum drei Dissertationen verfasst, die heute zusammen als die Scola mutorum ac surdorum bekannt sind.
Die eine Dissertation stammte von Johann Heinrich Ott (1617–1682), der als erster seit Plinius dem Älteren (Naturalis historia) und Valescus de Taranta (1382–1417) begründete, dass die Taubstummheit lediglich auf Gehörmangel und nicht auf einem Fehler der Sprechwerkzeuge beruhe.
Die zweite Dissertation wurde von Johannes von Muralt verfasst, sie enthält zwar lediglich die Einstellung der reformierten Kirche zur rein theologischen Seite des Taubstummenproblems, allerdings ist ihm die Einzelfallbetrachtung des taubstummen Züricher Malers Rudolf Bremi (1576–1611) zu verdanken.
Die dritte Dissertation stammte von Balthasar Wiser (1656–1676), der Anregungen zur Taubstummenausbildung, über Anschauungsunterricht und Gebärdensprache sowie Lippenlesen machte.
Die Scola mutorum ac surdorum war ein gründlicher und ernst zu nehmender Versuch, sich mit dem Taubstummenproblem umfassend auseinanderzusetzen.
Der Schlusssatz So wird niemand mehr den Taubstummenunterricht als unmöglich verspotten, sondern über die methodisch leichteste und kürzeste Bildungsweise nachdenken. Darauf sollen sich vor allem diejenigen besinnen, denen die Seelsorge von Amts wegen überbunden ist. Sie sollen die massgebenden Kreise zum Bau von Taubstummenschulen bewegen, damit jenen Bejammernswürdigen, die in allen Städten und zu allen Zeiten vorkommen, nach menschlichem Vermögen die Wohltat verschafft werde, die des Blinden Auge, des Tauben Ohr und des Stummen Zunge zuträglich sind, wurde jedoch nicht in Zürich umgesetzt, sodass erst 1771 durch Abbé de l’Epée in Paris die erste Taubstummenschule errichtet wurde.

## Schriften (Auswahl)
- Johann Rudolf Stucki; Johannes Lavater: Diascepsis theologica de resipiscentia. Tigurum : Bodmer, 1649.
- Johannes Lavater; Hans Heinrich Ott; Hans Konrad Werdmüller; Hans Jakob Haab; Heinrich Lavater; Hans Heinrich Rahn; Hans Kaspar Escher; Leonhard Engeler; Konrad Hofmeister; Heinrich Hottinger; Hans Rudolf von Hospenthal; Johannes von Muralt; Bodmer (Offizin, Zürich): Disquisitio physica de mutorum ac surdorum ab ortu sermone, auditu, cognitione atque institutione prior. 1664–1665.
- Dyodekas positionum philosophicarum: pro consequendo examine philosophico publicae subjecta. Tiguri 1667.
- Eikas positionum philosophicarum publicae syzētēsei subjecta. Tiguri: Typis Joh. Henrici Hambergeri, 1668.
- Positiones miscellaneae pro consequendo examine philosophico publicae syzētēsei subjectae. Zürich: Gessner, 1673.
- Johannes Lavater; Jakob Lavater: Heptades positionum philosophicarum, placidae & amicae subjectae. Tiguri: Typis Davidis Gessneri, 1677.
- Ontosophiae rudimenta per disputationes illustrata. Tiguri: Bodmer, 1679.
- Triakas positionum miscellanearum, publicae syzētēsei subjectae. Tiguri: Typis Davidis Gessneri, 1679.
- Positiones philosophicae. Tiguri: Typis Davidis Gessneri, anno 1683.
- Johannes Lavater, Johannes Wirtz: Positiones de philosophiae natura, quas sub praesidio Johannis Wirtzii ingenij exercendi gratiâ publicè discutiendas proponit Johannes Lavaterus. Tiguri Bodmer 1694.